# إميت سوليفان
إميت سوليفان (بالإنجليزية: Emmet Sullivan)‏ هو نحات أمريكي، ولد في 27 مايو 1887، وتوفي في 3 نوفمبر 1970.